# Albert Ghiorso
Albert Ghiorso (født 15. juli 1915, død 26. december 2010) var en amerikansk atomforsker, som var med til at opdage 12 af grundstofferne i det periodiske system. Hans forskningskarriere strakte sig fem årtier; fra de tidlige 1940'er til slutningen af 1990'erne.